# South St. Paul (Minnesota)
South St. Paul è un comune degli Stati Uniti d'America, situato in Minnesota, nella contea di Dakota.